# Lulu Sun
Lulu Sun (née Radovčić) (Te Anau, 14 april 2001) is een tennisspeelster uit Nieuw-Zeeland, die tot april 2024 voor Zwitserland speelde.

## Persoonlijk
Zij werd als Lucija Radovčić in Nieuw-Zeeland geboren, en heeft een Kroatische vader en een Chinese moeder. Op vijfjarige leeftijd verhuisde zij naar Zwitserland, waar zij met tennis begon. Haar oudere zus Phenomena Radovčić (1998) speelde ook tennis op professioneel niveau.

## Loopbaan

### Junioren
In 2017 was Sun verliezend finaliste op de Astrid Bowl.
In 2018 was zij met Violet Apisah verliezend finaliste op het Australian Open 2018 bij het meisjesdubbelspel. Dat jaar speelde zij ook op de Olympische Jeugdzomerspelen.

### Enkelspel
In 2024 kwalificeerde Sun zich voor het hoofdtoernooi van het Australian Open, waarmee zij haar eerste grandslampartij kon spelen. In april van dat jaar nam zij namens Nieuw-Zeeland deel aan de Billie Jean King Cup – sindsdien speelt zij ook op WTA-toernooien onder Nieuw-Zeelandse vlag. Op Wimbledon 2024 bereikte zij de kwartfinale – daarmee maakte zij haar entrée tot de top 100 van de wereldranglijst. Op het WTA-toernooi van Monterrey bereikte zij de finale, die zij verloor van de Tsjechische Linda Nosková. Door dit resultaat steeg Sun naar de top 50.
Haar hoogste notering op de WTA-ranglijst is de 39e plaats, die zij bereikte in september 2024.

### Tennis in teamverband
In 2024 maakte Sun deel uit van het Nieuw-Zeelandse Fed Cup-team – zij vergaarde daar een winst/verlies-balans van 3–3.

## Posities op deWTA-ranglijst
Positie per einde seizoen:
| jaar | rang enkelspel | rang dubbelspel |
| ---- | -------------- | --------------- |
| 2015 | 1173           | –               |
| 2016 | –              | 1207            |
| 2017 | 784            | 1206            |
| 2018 | 684            | 1021            |
| 2019 | –              | 858             |
| 2020 | 1123           | –               |
| 2021 | 315            | 496             |
| 2022 | 250            | 430             |
| 2023 | 219            | 427             |
| 2024 | 40             | 244             |

## Resultaten grandslamtoernooien
| Legenda | Legenda                          |
| ------- | -------------------------------- |
| g.t.    | geen toernooi gehouden           |
| l.c.    | lagere categorie                 |
| –       | niet deelgenomen                 |
| G       | uitgeschakeld in de groepsfase   |
| 1R      | uitgeschakeld in de eerste ronde |
| 2R      | uitgeschakeld in de tweede ronde |
| 3R      | uitgeschakeld in de derde ronde  |
| 4R      | uitgeschakeld in de vierde ronde |
| KF      | uitgeschakeld in de kwartfinale  |
| HF      | uitgeschakeld in de halve finale |
| F       | de finale verloren               |
| W       | het toernooi gewonnen            |
| w-v     | winst/verlies-balans             |

### Enkelspel
| toernooi        | 2024 | 2025 |
| --------------- | ---- | ---- |
| Australian Open | 1R   | 1R   |
| Roland Garros   | –    |      |
| Wimbledon       | KF   |      |
| US Open         | 1R   |      |

### Vrouwendubbelspel
| toernooi        | 2024 | 2025 |
| --------------- | ---- | ---- |
| Australian Open | –    | 1R   |
| Roland Garros   | –    |      |
| Wimbledon       | –    |      |
| US Open         | 1R   |      |

## Palmares
| Legenda                 |
| ----------------------- |
| Grandslamtoernooi       |
| Olympische Spelen       |
| Year-End Championships  |
| Premier Mandatory       |
| Premier Five / WTA 1000 |
| Premier / WTA 500       |
| International / WTA 250 |
| Challenger / WTA 125    |

### WTA-finaleplaatsen enkelspel
| nr.              | finale     | toernooi      | ondergrond | tegenstandster | score    |         |
| ---------------- | ---------- | ------------- | ---------- | -------------- | -------- | ------- |
| gewonnen finales |            |               |            |                |          |         |
| geen             |            |               |            |                |          |         |
| verloren finales |            |               |            |                |          |         |
| 1.               | 2024-08-24 | WTA Monterrey | hardcourt  | Linda Nosková  | 6-7, 4-6 | details |

### WTA-finaleplaatsen vrouwendubbelspel
| nr.              | finale     | toernooi | ondergrond | partner          | tegenstandsters                  | score    |         |
| ---------------- | ---------- | -------- | ---------- | ---------------- | -------------------------------- | -------- | ------- |
| gewonnen finales |            |          |            |                  |                                  |          |         |
| geen             |            |          |            |                  |                                  |          |         |
| verloren finales |            |          |            |                  |                                  |          |         |
| 1.               | 2025-05-02 | WTA Vic  | gravel     | Leylah Fernandez | Bianca Andreescu Aldila Sutjiadi | 2-6, 4-6 | details |